# شليويح (اسم)
شُلَيْوِيح ويعني تصغير شلوح مبالغة في الشلح تعرية الثياب والياء الثانية للإشباع. وقيل كلمة شلح اي بمعنى ضرب بسكين لحد اللحم.

## مشاهير يحملون الاسم
- شليويح العطاوي